# 平常心
《平常心》（英語：The Normal Heart）是一部由HBO出品的電視電影，瑞恩·墨菲導演，根據拉里·克莱默自傳性同名百老匯話劇改編。由馬克·盧法洛，馬修·波莫，泰勒·克奇，吉姆·帕森斯，阿爾弗雷德·莫里納，茱莉亞·羅勃茲主演，2014年5月27日在HBO頻道播出。

## 劇情
1981年，首批愛滋病在美國紐約的同性戀群體中出現，作為一種新型態的傳染病在短時間內造成大量的死亡。看著身邊的人陸續染病死亡，Ned和好友Bruce建立「男同志健康危機組織」(G.M.H.C)，要求美國政府正視這前所未見且如同瘟疫般大肆傳播的疾病。患有小兒麻痺的女醫生Dr. Emma Brookn是當時唯一不歧視愛滋病患，且重視愛滋疫情及研究的醫療人員。Ned到紐約時報找一名叫Felix的記者幫忙，Felix是個年輕漂亮的男同志，Ned很快與他墜入愛河，但最後Felix也染上愛滋病。Ned和Bruce的組織理念分歧日趨嚴重，在愛滋病及其病患不被重視的情況下，他成為激進派的同性戀權益活動家，為了讓他的愛人活下去他堅持抗爭到底。

## 角色
- 馬克·盧法洛 - Alexander 'Ned' Weeks，G.M.H.C的創始人之一。
- 馬修·波莫 - Felix Turner，紐約時報記者，Ned的男友。
- 泰勒·克奇 - Bruce Niles，G.M.H.C的主席，創始人之一。
- 吉姆·帕森斯 - Tommy Boatwright，G.M.H.C的執行理事，創始人之一。
- 茱莉亞·羅勃茲 - Dr. Emma Brookner，早期研究AIDS的女醫生。
- 喬·曼根尼羅 - Mickey Marcus，G.M.H.C的創始人之一。
- 阿爾弗雷德·莫里納 - Ben Weeks，Ned的哥哥。
- 喬納森·格羅夫 - Craig Donner，Bruce的男友，死於AIDS。
- 芬恩·維特羅克 - Albert，模特兒，Bruce最後的愛人。

## 獎項
| 典禮                                   | 獎項                        | 提名者        | 結果 |
| -------------------------------------- | --------------------------- | ------------- | ---- |
| 美國電視評論家選擇獎 （2014年6月19日） | 最佳電視電影                |               | 獲獎 |
| 美國電視評論家選擇獎 （2014年6月19日） | 電影電影/迷你劇類最佳男主角 | 馬克·盧法洛   | 提名 |
| 美國電視評論家選擇獎 （2014年6月19日） | 電視電影/迷你劇類最佳男配角 | 馬修·波莫     | 獲獎 |
| 美國電視評論家選擇獎 （2014年6月19日） | 電視電影/迷你劇類最佳男配角 | 喬·曼特洛     | 提名 |
| 美國電視評論家選擇獎 （2014年6月19日） | 電視電影/迷你劇類最佳女配角 | 茱莉亞·羅勃茲 | 提名 |

## 外部連結
- 互联网电影数据库（IMDb）上《平常心》的资料（英文）